# Holló István (festő)
Holló István (Budapest, 1966–) magyar festőművész, a Magyar Festők Társaságának tagja.
Egy adott expresszionista látványelvű kiindulási felületen az emberi testeket az elemi formákig egyszerűsítetten megfestve, olyan jelekkel, a hétköznapjainkban fellelhető ikonikus elemekkel, geometrikus elemekkel, formákkal, színmezőkkel kombinálom, amik összességében absztraktnak hatnak.

## Tanulmányok
1992-98 ELTE Bölcsészettudományi Kar, Kulturális Antropológia Szakcsoport. 1988-91 Budapesti Műszaki Egyetem, Építőmérnöki Kar

## Kiállítások
- 2018. Ezüstgerely 2018- Sport a magyar kortárs művészetben, SportAgóra, Budapest
  - II. Hatvani Kisgrafika Tárlat, Hatvani Galéria, Hatvan
- 2017. Nők, férfiak és más dolgok- egyéni kiállítás, Magyar Műhely Galéria, Bp.
  - Visszacsatolási effektus, MAMÜ Galéria, Budapest
  - Salgótarjáni Tavaszi Tárlat, Dornyay Béla Múzeum, Salgótarján
  - Életjelek- egyéni kiállítás, Mácsai Galéria, AJAMK, Budapest
  - Gondolkodó terek, RAM, Budapest
  - Privát Budapest, H-15 Galéria, Budapest
- 2016. III. Országos Rajztriennálé, Dornyay Béla Múzeum, Salgótarján
  - XXII. Országos Tájkép Biennálé, Hatvani Galéria, Hatvan
  - Élő magyar festészet, Szent Adalbert Központ, Esztergom
  - Magyar Festészet Napja, Újlipótvárosi Klub-Galéria, Budapest
  - 100 éves a dadaizmus, Vajda Lajos Stúdió, Szentendre
  - Római P’Art 14 – szabadtéri kiállítás, Bp. III. Kórház utca
  - Egyéni kiállítás, Volvo Galéria, Budapest
- 2015. Terítve, Latarka Galéria, Lengyel Intézet, Budapest
  - XX. Országos Portré Biennálé, Hatvani Galéria, Hatvan
  - Egyéni kiállítás, Volvo Galéria, Budapest
  - Római P'Art 14, Budapest Galéria, Budapest
  - Kisvárosi Anzix, Gaál Imre Galéria, Budapest
  - 9. Nemzetközi Groteszk Triennálé, Vaszary Képtár, Kaposvár
  - BicikliArt, Kortárs Galéria, Tatabánya
- 2014. Jel –Jelbeszéd, Mazart Galéria, Budapest
  - 20 éves, Újlipótvárosi Klub-Galéria, Budapest
  - XXI. Magyar tájak, Országos Tájkép Biennálé, Hatvani Galéria. Hatvan
  - Gondold.át c. kiállítás, Kubinyi Ferenc Múzeum, Szécsény
  - Friss üzenet 2, Újpest Galéria, Budapest
  - Gondold.át c. kiállítás, Jankovich Kúria, Rácalmás
  - Gondold.át c. kiállítás, Kálmán Imre Kulturális Központ, Siófok
  - Gondold.át c. kiállítás, Symbol Art Galéria, Budapest
  - Kívül-belül - dobozkiállítás, Vízivárosi Galéria, Budapest
  - KÉP – TÁR - HÁZ 2014, Szombathelyi Képtár
  - KECSKEMÉT ARCAI III, Kecskeméti Kulturális és Konferencia Központ, Kecskemét
  - R-EMARQUE - V. Nemzetközi Spanyolnátha Küldeményművészeti Biennálé, Herman Ottó Múzeum, Miskolc
- 2013. XIX. Arcok és Sorsok Országos Portré Biennálé, Hatvan
  - Reformáció és tolerancia, időszaki kiállítás, Evangélikus Országos Múzeum, Budapest
  - 32. Salgótarjáni Tavaszi Tárlat, Dornay Béla Múzeum, Salgótarján
  - Budapest Art Expo, Művész Malom, Szentendre
  - XVII. Magyar Tájak Országos Tájkép Biennálé válogatás, Németvölgyi Általános Iskola, Budapest
- 2012. XVII. Magyar Tájak Országos Tájkép Biennálé, Hatvan
  - 59. Vásárhelyi Őszi Tárlat, Alföldi Galéria, Hódmezővásárhely
  - Bács Emese/ Holló István kiállítása, Hatvani Galéria, Hatvan
  - XIV. Táblaképfestészeti Biennálé, REÖK, Szeged
- 2011. Arcok és sorsok, XVIII. Országos Portré Biennálé, Hatvani Galéria, Hatvan
  - Országos Kortárs Egyházművészeti Kiállítás, Hatvani Galéria, Hatvan
  - Egyéni kiállítás, Újlipótvárosi Klub-Galéria, Budapest
  - XXXI. Salgótarjáni Tavaszi Tárlat, József Attila Művelődés Központ, Salgótarján
  - Holló István festmény kiállítása, Forrás Művelődés Ház, Kerepes
- 2010. Kortárs Képzőművészeti Árverés, Művészház Galéria, Budapest
  - 57. Vásárhelyi Őszi Tárlat, Alföldi Galéria, Hódmezővásárhely
  - Újbuda Képkeretben, Újbuda Galéria, Budapest
  - Powera, kortárs képzőművészeti kiállítás és vásár, FKSE rendezésében, Szentendre